# トニーノ・ヴァレリ
トニーノ・ヴァレリ（Tonino Valerii, 本名：Antonio Valerii、1934年5月20日 - 2016年10月13日）は、イタリアの映画監督、脚本家。アブルッツォ州テーラモ出身。
セルジオ・レオーネ監督、クリント・イーストウッド主演の『荒野の用心棒』で助監督を務め、クレイグ・ヒルを主演に据えた『さすらいの一匹狼』で映画監督デビュー。『怒りの荒野』や『ミスター・ノーボディ』などの名作を手掛け、マカロニ・ウェスタンの名匠の一人と評されている。“最後のマカロニ・ウェスタン”と呼ばれている『ミスター・ノーボディ』はヴァレリの監督作品だが、DVDのジャケットやレオーネの発言によると、冒頭の早撃ちやクライマックスの決闘などのアクションシーンはレオーネが演出したとされており、キャストのテレンス・ヒルもインタビューで認めているが、ヴァレリはこれを否定している。
マカロニ・ウェスタンの衰退後は主にアクション映画を撮り、日本・イタリア合作の刑事アクション映画『シャタラー』（主演・吉川晃司）も監督している。また『シャタラー』には三船敏郎も出演しているが、前述の『荒野の用心棒』は三船主演の黒澤明監督作品『用心棒』のリメイクである。
2016年10月13日、82歳で死去。

## 主な作品
- 女ヴァンパイア カーミラ La cripta e l'incubo (1964) 原案・脚本
- さすらいの一匹狼 Per il gusto di uccidere (1966)
- 怒りの荒野 I giorni dell'ira (1967) ※
- 怒りの用心棒（復讐のダラス） Il prezzo del potere (1969)
- ジュールの恋人 La ragazza di nome Giulio (1970) ※
- ダーティ・セブン Una ragione per vivere e una per morire (1972) ※
- ミスター・ノーボディ Il mio nome è Nessuno / My Name is Nobody (1973)
- 殺戮スコープ 凄絶!!眼球貫通男 Vai gorilla (1975)
- サハラクロス Sahara Cross (1977) ※
- 秘宝を追え! ～イタリア特捜警察 Caccia al ladro d'autore (1985) テレビドラマ ※
- 黒い炎・情事 Senza scrupoli (1986) ※
- シャタラー Sicilian Connection (1987) ※
- 地獄のミッション La sporca insegna del coraggio (1987)

※は脚本も担当。